# 史黛西·海默
史黛西·海默（Stacey Hymer，1999年7月2日—）是一名澳大利亞女子跆拳道運動員。她曾經獲得2018年大洋洲跆拳道錦標賽女子57公斤級金牌。

## 外部連結
- TaekwondoData.com（页面存档备份，存于）
- 史黛西·海默的Facebook專頁
- 史黛西·海默的Instagram帳戶